# The Ultimate Fighter 17 Finale
The Ultimate Fighter 17 Finale（ジ・アルティメット・ファイター・セブンティーン・フィナーレ、別名The Ultimate Fighter: Team Jones vs. Team Sonnen Finale ）は、アメリカ合衆国の総合格闘技団体「UFC」の大会の一つ。本大会はリアリティ番組「The Ultimate Fighter」シーズン17のフィナーレとして、2013年4月13日、ネバダ州ラスベガスのマンダレイ・ベイ・イベント・センターで開催された。

## 大会概要
本大会ではThe Ultimate Fighter 17ミドル級トーナメント決勝が組まれ、ケルヴィン・ガステラムがユライア・ホールを2-1の判定で下して優勝を果たした。
元Strikeforce女子バンタム級王者ミーシャ・テイト、キャリア7戦全勝のキャット・ジンガーノ、5戦全勝のケルヴィン・ガステラム、ルーク・バーナットがUFCデビュー。

## 試合結果

### アーリープレリム
第1試合 フェザー級ワンマッチ 5分3R
○  ダニエル・ピネダ vs.  ジャスティン・ローレンス ×
1R 1:35 キムラロック
第2試合 フェザー級ワンマッチ 5分3R
○  マキシモ・ブランコ vs.  サム・シシリア ×
3R終了 判定3-0（29-28、29-28、29-28）
第3試合 フェザー級ワンマッチ 5分3R
○  コール・ミラー vs.  バート・パラゼウスキー ×
1R 4:23 リアネイキドチョーク

### プレリミナリーカード
第4試合 ミドル級ワンマッチ 5分3R
○  クリント・ヘスター vs.  ブリストル・マルンデ ×
3R 3:53 KO（肘打ち）
第5試合 ミドル級ワンマッチ 5分3R
○  ディラン・アンドリュース vs.  ジミー・クィンラン ×
1R 3:22 TKO（右フック→パウンド）
第6試合 ミドル級ワンマッチ 5分3R
○  ルーク・バーナット vs.  コリン・ハート ×
3R終了 判定3-0（29-28、29-28、30-27）
第7試合 ミドル級ワンマッチ 5分3R
○  ジョシュ・サマン vs.  ケビン・ケーシー ×
2R 2:17 TKO（膝蹴り）

### メインカード
第8試合 ミドル級ワンマッチ 5分3R
○  ババ・マクダニエル vs.  ギルバート・スミス ×
3R 2:49 腕ひしぎ三角固め
第9試合 ヘビー級ワンマッチ 5分3R
○  トラヴィス・ブラウン vs.  ガブリエル・ゴンザーガ ×
1R 1:11 KO（肘打ち）
第10試合 女子バンタム級王座挑戦者決定戦 5分3R
○  キャット・ジンガーノ vs.  ミーシャ・テイト ×
3R 2:55 TKO（肘打ち）
※ジンガーノが挑戦権獲得に成功。
第11試合 TUF 17ミドル級トーナメント 決勝 5分3R
○  ケルヴィン・ガステラム vs.  ユライア・ホール ×
3R終了 判定2-1（29-28、28-29、29-28）
※ガステラムがトーナメント優勝。
第12試合 バンタム級ワンマッチ 5分5R
○  ユライア・フェイバー vs.  スコット・ヨルゲンセン ×
4R 3:16 リアネイキドチョーク

### 各賞
ファイト・オブ・ザ・ナイト： キャット・ジンガーノ vs. ミーシャ・テイト
ノックアウト・オブ・ザ・ナイト： トラヴィス・ブラウン
サブミッション・オブ・ザ・ナイト： ダニエル・ピネダ
各選手にはボーナスとして5万ドルが支給された。

### カード変更
負傷などによるカードの変更は以下の通り。
- デメトリアス・ジョンソン vs. ジョン・モラガ → ジョンソンの負傷により中止